# Alekszandra Ivanovna Nazarova
Alekszandra Ivanovna Nazarova, oroszul: Александра Ивановна Назарова (Leningrád, 1940. július 17. – Moszkva, 2019. augusztus 20.) orosz színésznő.

## Fontosabb filmjei
- Hátha mégis szerelem (А если это любовь?) (1962)
- Софья Перовская (1968)
- Katasztrófa földön-égen (Экипаж) (1980)
- Любовь с привилегиями (1989)
- Мелочи жизни (1992)
- Бригада (2002, tv-film)
- A fehér arany bűvöletében (White Gold) (2003)
- Мухтар. Новый след (2003)
- Éjszakai őrség (Ночной дозор) (2004)
- Моя прекрасная няня (2004–2008, tv-sorozat, egy epizódban)
- Выкрутасы (2011)
- Краткий курс счастливой жизни (2011)
- Мамы (2012)
- Ленинград 46 (2014)
- Ёлки 1914 (2014)
- Три сестры (2017)